# Boumourt
Boumourt ist eine französische Gemeinde mit 156 Einwohnern (Stand 1. Januar 2022) im Département Pyrénées-Atlantiques in der Region Nouvelle-Aquitaine (vor 2016: Aquitanien). Die Gemeinde gehört zum Arrondissement Pau und zum Kanton Artix et Pays de Soubestre (bis 2015: Kanton Arthez-de-Béarn).
Die Bewohner werden Boumourtais oder Boumourtaises genannt.

## Geographie
Boumourt liegt ca. 30 km nordwestlich von Pau im Béarn.
Umgeben wird der Ort von den Nachbargemeinden:
| Arnos         | Uzan                                        |            |
|               | Kompassrose, die auf Nachbargemeinden zeigt | Mazerolles |
| Casteide-Cami |                                             | Cescau     |

Boumourt liegt im Einzugsgebiet des Flusses Adour. Der Aubin, ein Nebenfluss des Luy de Béarn, markiert die Grenze zum Nachbarort Casteide-Cami.

## Geschichte
Der Name der Gemeinde erschien erstmals im 12. Jahrhundert in den Formen Bolmort und Bomort laut Pierre de Marcas Buch Histoire de Béarn, im gleichen Jahrhundert im Kopialbuch der Abtei Saint-Jean de Sorde als Bulmor, im 13. Jahrhundert als Boeumort in den fors de Béarn, einer Sammlung von amtlichen Texten der Vizegrafschaft des Béarn. Bei der Volkszählung im Jahr 1385 wurden 26 Haushalte gezählt und vermerkt, dass das Dorf in der Bailliage von Pau liegt. Weitere Formen des Ortsnamens in den Schriften waren in der Folge Boomort (1505, Notare von Garos) und Boumort (1572, Urkunden von Cassaber).
Seit den ersten Erwähnungen im 12. Jahrhundert residierten mehrere hochgestellte Grundherren in Boumourt, die am Hof von Béarn präsent waren, z. B. Sans-Aner de Bomort, der an der Errichtung der Kathedrale von Lescar beteiligt war. Im 17. Jahrhundert erschien die Familie de Salinis, deren Lehen den Eintritt in die Ständekammern von Béarn ermöglichte.

### Einwohnerentwicklung
Nach Höchstständen der Einwohnerzahl zu Beginn des 19. Jahrhunderts mit 284 Einwohnern in der Zählung von 1846 setzte die Landflucht ein und reduzierte die Zahl stetig bis zu den 1980er Jahren auf rund einem Drittel. Seitdem ist die Zahl der Bewohner der Gemeinde bis heute um rund 50 % gestiegen.
| Jahr      | 1962 | 1968 | 1975 | 1982 | 1990 | 1999 | 2006 | 2009 | 2022 |
| --------- | ---- | ---- | ---- | ---- | ---- | ---- | ---- | ---- | ---- |
| Einwohner | 118  | 113  | 108  | 95   | 125  | 126  | 129  | 129  | 156  |

## Sehenswürdigkeiten
- Kirche, gewidmet Maria Magdalena. Von 1888 bis 1891 wurde die Kirche an der Stelle des früheren Gotteshauses errichtet, dessen Zustand als zu gefährlich erachtet worden war. Viele Elemente der sakralen Baukunst, die am Ende des 19. Jahrhunderts in Mode waren, sind bei dieser Kirche sichtbar, u. a. die mehreckige Spitze des Glockenturms über dem Eingang, das Kreuzgratgewölbe und der Stil der acht Glasfenster, Werke der Glasmalerei Mauméjean aus dem Jahre 1889.[8][9]
- Schule von Boumourt. Die Gemeinde wies im 19. Jahrhundert eine größere Zahl an Einwohnern auf als heute. Für die Kinder der Gemeinde und der des Nachbarorts Arnos wurde 1864 eine Schule gebaut, 1885 sogar noch erweitert. Diese Erweiterung beherbergt die heutige Vorschule, der alte Trakt ist in ein Wohngebäude umgewandelt worden.[10]

## Wirtschaft und Infrastruktur
Die Landwirtschaft ist der wichtigste Faktor der Wirtschaft der Gemeinde.

### Bildung
Boumourt verfügt über eine öffentliche Vorschule mit 29 Kindern im Schuljahr 2016/2017.

### Verkehr
Boumourt wird durchquert von den Routes départementales 276 und 945 (ehemalige Route nationale 645).